# Tapejara
Tapejara és un gènere de pterosaure brasiler va viure al període Cretaci en el que actualment és Brasil.